# Héctor Grisetti
Héctor Grisetti (1923) è stato un calciatore argentino, di ruolo portiere.

## Caratteristiche tecniche
Portiere, fu soprannominato el arquero suicida (il portiere suicida) per l'irruenza delle sue uscite.

## Carriera
Debuttò nella prima squadra del River Plate nella stagione 1944, in cui a giocare titolare fu José Soriano; l'estremo difensore peruviano rimase la prima scelta del tecnico José Minella anche per le annate seguenti, fino al 1946, anno in cui si trasferì al Club Atlético Atlanta. Nel 1947 Grisetti divenne titolare, e disputò l'intero campionato, presenziando peraltro anche nell'incontro decisivo per la conquista del titolo, il 9 novembre contro il Rosario Central. Nel 1948 passò un'annata in coabitazione con Amadeo Carrizo, che gli contese il posto tra i pali; nel 1949 Grisetti lasciò il River per il Banfield. Con la compagine bianco-verde disputò due campionati, giocando per la maggior parte degli incontri. Nel 1951 venne ceduto al Racing Avellaneda, di cui fu il portiere nell'anno del titolo. In seguito trovò meno spazio, e si ritirò nel 1955.

## Palmarès

### Club

#### Competizioni nazionali
- Campionato argentino: 3

River Plate: 1945, 1947
Racing: 1951